# Sizarr
Sizarr est un groupe allemand de rock alternatif, originaire de Landau. Formé en 2009, il est composé de Deaf Sty, P Monaee, et Gora Sou.

## Biographie
Le groupe est formé en 2009, et se compose de Deaf Sty (né en 1991), P Monaee (né en 1991), et Gora Sou (né en 1993). En avril 2010, ils sont en première partie de These New Puritans à Heidelberg, puis au festival de Dockville ainsi qu'au Melt! festival le même été. Ils complètent également la programmation de certains groupes comme Bloc Party et Broken Bells (Danger Mouse/James Mercer).
En 2011, le groupe continue de jouer sur le circuit allemand dans des festivals comme le Modular Festival d'Augsbourg, le Melt Festival 2011, le Reeperbahn Festival de Hambourg et l'Airwaves Festival en Islande. Depuis cette même année, ils apparaîtront dans divers magazines comme le Rolling Stone, Meier, Coolture, Intro, Mitteschön, Musikexpress et sur des chaines de télévision comme Westdeutscher Rundfunk en 2012, n-tv ou le Spiegel Online.
En ce qui concerne les festivals français, les trois garçons ont eu l'occasion de jouer en 2013 au festival Bêtes de Scène! de Mulhouse ainsi qu'au Printemps de Bourges.

## Discographie
- 2012 : Psycho Boy Happy
- 2015 : Nurture
- 2015 : Nurture - Studios Tour Edition